# Wilfried Geiger

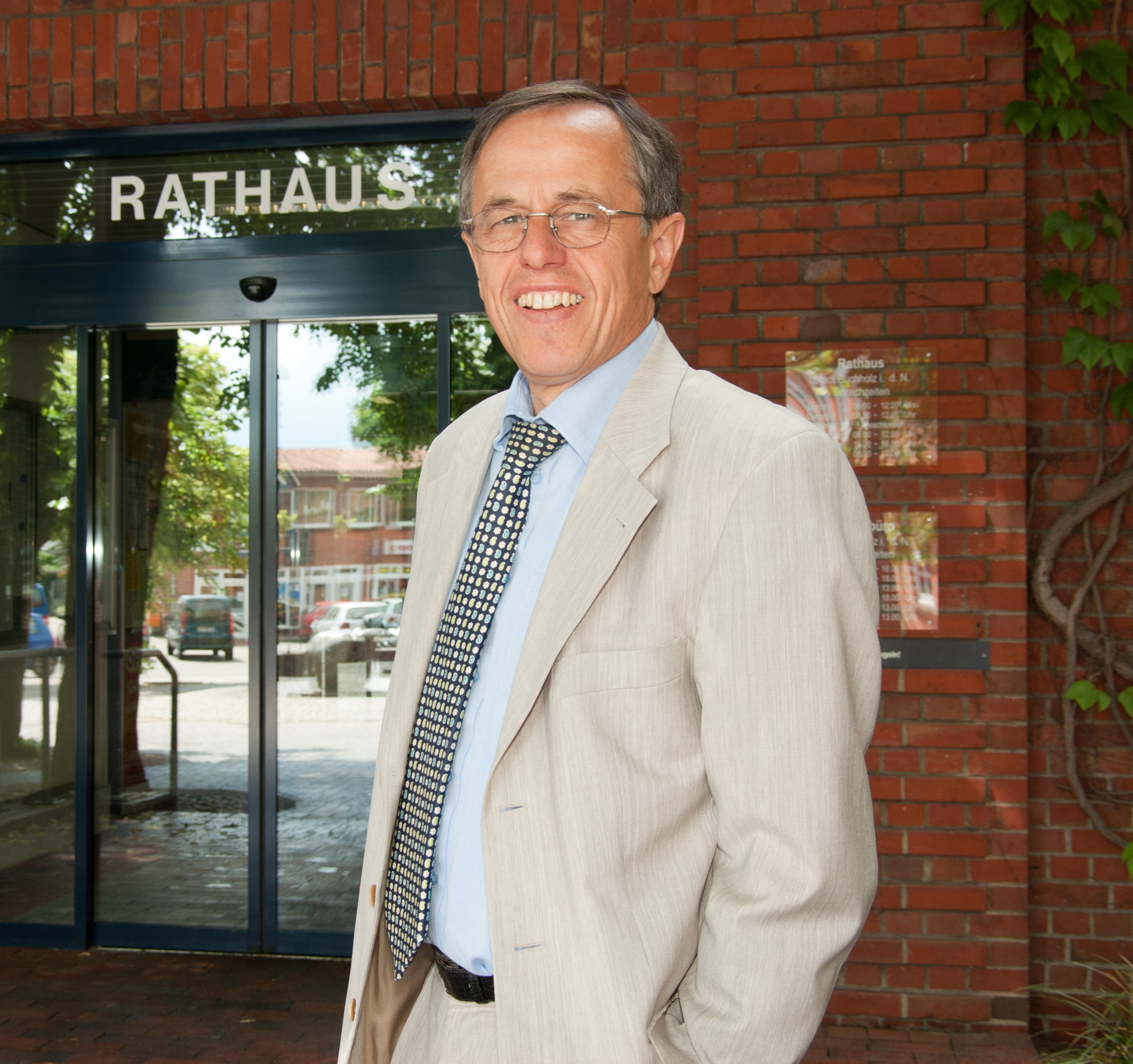
Bürgermeister der Gemeinde Buchholz Wilfried Geiger

Wilfried Geiger (* 23. September 1952 in Stade) ist ein deutscher Kommunalpolitiker (parteilos) und ehemaliger, hauptamtlicher Bürgermeister der Stadt Buchholz in der Nordheide.

## Leben
Wilfried Geiger startete nach seinem Schulabschluss seine berufliche Laufbahn in der Verwaltung. Zum 1. November 1991 zog es den Diplom-Verwaltungswirt (FH) nach 21 Jahren in der Stadtverwaltung Buxtehude in die Verwaltung der Stadt Buchholz in der Nordheide.
In Buchholz agierte Geiger zuerst als Amtsleiter, dann als Dezernent und Stadtkämmerer. Somit war er als "Herr der Zahlen" für die Finanzen von Buchholz verantwortlich. Zu seinen weiteren Verantwortungsbereichen zählten Personal und Bauen. Im Rahmen der Wirtschaftsförderung ist es ihm gelungen, die Buchholzer Gewerbegebiete weiterzuentwickeln und viele Betriebe anzusiedeln.
In seiner Freizeit betätigt er sich ehrenamtlich im Rotary Club.

## Bürgermeister
Wilfried Geiger wurde am 10. September 2006 von den Einwohnern der Stadt Buchholz in der Nordheide mit 67,5 Prozent der Stimmen für acht Jahre zum Bürgermeister gewählt. Zur turnusgemäßen Neuwahl am 25. Mai 2014 trat er aus Altersgründen nicht wieder an.
Als Bürgermeister oblag ihm die Führung der Stadtverwaltung. Geiger konnte im Stadtrat zwar sein Stimmrecht ausüben, war aber fraktionslos.
Sein Nachfolger ist Jan-Hendrik Röhse (CDU).